# Marokanska košarkaška reprezentacija
Marokanska košarkaška reprezentacija predstavlja državu Maroko u međunarodnoj muškoj košarci.

## Nastupi na velikim natjecanjima

### Olimpijske igre
- 1968.: 16. mjesto

### Afrička prvenstva
- 1962.:  bronca
- 1964.:  srebro
- 1965.:  zlato
- 1968.:  srebro
- 1972.: 7. mjesto
- 1978.: 5. mjesto
- 1980.:  bronca
- 1989.: 9. mjesto
- 1992.: 10. mjesto
- 1995.: 6. mjesto
- 1999.: 11. mjesto
- 2001.: 6. mjesto
- 2003.: 8. mjesto
- 2005.: 6. mjesto
- 2007.: 10. mjesto
- 2009.: 12. mjesto
- 2011.: 8. mjesto

### Mediteranske igre
- 2005.: 8. mjesto